# Isatis lusitanica
Isatis lusitanica är en korsblommig växtart som beskrevs av Carl von Linné. Isatis lusitanica ingår i släktet vejdar, och familjen korsblommiga växter. Inga underarter finns listade i Catalogue of Life.